# Пастілья

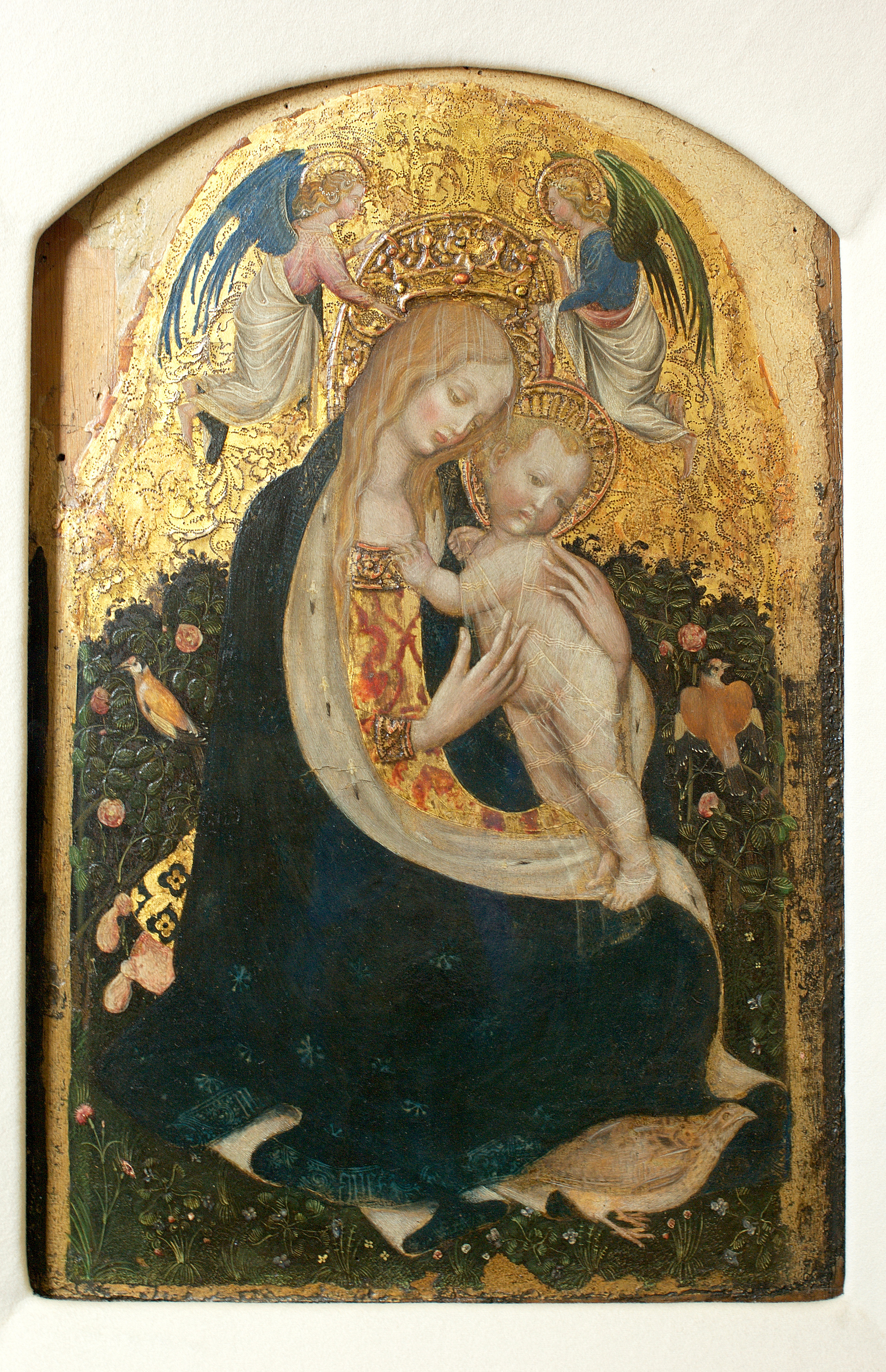
Викрадена і знайдена в Україні картина Пізанелло «Мадонна з куріпками» (корона, сяйво та вилога виконані в техніці пастілья), бл. 1420. Музей Кастельвеккйо, Верона

Паст́ілья (від італ. pastiglia, паста) — елемент оздоблення творів живопису типу барельєф, який, зазвичай, формують на поверхні за допомогою джессо або свинцевого білила і можуть покривати додатковим шаром фарби чи позолоти.
Пастілья на картинних рамах або меблях може імітувати різьблення по дереву чи кістці, карбування, тощо.